# Sherman Hall
Sherman Hall (ur. 11 maja 1885 w Cambridge, zm. 20 lipca 1954 w Poughkeepsie) – amerykański szermierz.
W 1912 wystartował na igrzyskach olimpijskich w szpadzie indywidualnie i drużynowo oraz florecie indywidualnie. W szpadzie indywidualnie odpadł w pierwszej rundzie, we florecie indywidualnie odpadł w półfinale, natomiast amerykańska drużyna szpady z Hallem w składzie zajęła 9. miejsce. Czterokrotny mistrz USA we florecie (1912, 1917, 1919, 1920) i trzykrotny w szabli (1915, 1916, 1920). Reprezentował klub NYAC Nowy Jork.